# Izsiljevalsko programje
Izsiljevalsko programje ali izsiljevalski virus (angleško ransomware) je vrsta škodljivega programja, ki je naloženo na računalnik brez vednosti uporabnika. Ko se aktivira, uporabnik prejme ukaza od izsiljevalca za plačilo odkupnine (običajno v digitalni valuti bitcoin), v zameno za nerazkritje ali odklenitev (dešifriranje) datotek na računalniku. Računalniški sistem se povrne v delujoče stanje po plačilu, vendar ima napadalec popoln nadzor, zato ni zagotovila, da se bo to zares zgodilo.

## Način delovanja
Izsiljevalski virus je škodljivo programje, ki deluje tako, da zašifrira uporabnikove datoteke na računalniku. Ta lahko pride do svojih datotek le še tako, da izsiljevalcem plača odkupnino, kar pa še vseeno ni garancija za povrnjene datoteke.  Širi se predvsem preko priponk v elektronski pošti ter spornih oz. nevzdrževanih spletnih straneh, še večjo nevarnost za okužbo pa predstavljajo zastarele različice brskalnikov. Napadalec uporabi enega od več različnih načinov za izsiljevanje denarja:
- Potem, ko žrtev ugotovi, da ne more odpreti datoteke, dobi elektronsko pošto, v kateri napadalec zahteva relativno majhno vsoto denarja v zameno za zasebni ključ. Opozori tudi na to, da bodo vsi podatki izgubljeni, če odkupnina ne bo plačna v določenem roku.
- Žrtev je prevarana v prepričanju, da je tarča policijske preiskave. Po prejemu obvestila, da je na računalniku nelicencirana programska oprema ali nezakonite spletne vsebine, dobi navodila, kako elektronsko »plačati« denarno kazen.
- Izsiljevalski virus ne stori ničesar drugega, kot samo prikrito šifrira uporabnikove podatke. Napadalec predvideva, da bo žrtev po internetu iskala, kako se tega virusa znebiti, zato na legitimnih internetnih straneh ponuja plačljivo protivirusno opremo oz. rešitev za nastali problem.

## Posledice
Izsiljevalsko programje v primeru okužbe sistema privede do naslednjih posledic:
- Prepreči dostop do sistema Windows.
- Šifrira datoteke, tako da jih ni mogoče uporabljati.
- Ustavi delovanje določenih aplikacij (npr. spletnega brskalnika).[3]

## Vrste
Obstajata dve vrsti izsiljevalskih programov: zaklenjen zaslon in šifriranje.
- Zaklenjen zaslon prikaže celozaslonsko sporočilo, ki prepreči dostop do računalnika ali datoteke. V zameno za dostop do računalnika zahteva plačilo odškodnine.
- Šifriranje spremeni vsebino datotek, ki se jih ne da več odpreti oz. prebrati.

Starejše različice zahtevajo odkupnino na podlagi tega, da je uporabnik računalnika storil kaj nezakonitega in bil posledično kaznovan s strani policije ali vlade. To je seveda napačno mišljenje, saj je to samo taktika napadalcev, ki je zasnovana tako, da bi poravnali odškodnino, brez tega, da bi komurkoli povedali za nastal problem.

## Okužba z virusom
Do okužbe z izsiljevalskim programom navadno pride tako, da:
- Napadalci ponaredijo ime izvirnega pošiljatelja elektronskega sporočila tako, da je videti, kot da je elektronsko sporočilo poslal znanec,
- Virus prikrijejo v sporočilo o neplačanem računu; zraven tega priložijo priponko, v kateri je v resnici virus,
- Virus prikrijejo v navadno MS Office (Excel, Word) priponko. Zanka pa se pojavi v makrih, ki se ob odprtju datoteke zaženejo in aktivirajo, ter na računalnik naložijo virus. [4]

## Zaščita
Najprej je potrebno poskrbeti za osnovno zaščito računalnika, ki temelji na treh komponentah:
- Vklopljen požarni zid (požarni zid prepreči dostop do storitev računalnika, ki niso namenjene javni uporabi).
- Posodobljen antivirusni program (program, ki je namenjen preprečevanju, iskanju, odkrivanju in odstranjevanju virusov in drugih vrst škodljivega programja).
- Redno posodabljanje operacijskih sistemov in brskalnikov.

Zelo pomembna je pravilno izdelana varnostna kopija dokumentov, ki se jo ustvari na zunanjem nosilcu podatkov. Drug način zavarovanja podatkov je uporaba računalništva v oblaku (čeprav ga lahko virus prav tako zašifrira). zagotovo pa med najučinkovitejše preventivne ukrepe sodi previdnost uporabnika pri odpiranju priponk v elektronskih sporočilih in obiskovanju spletnih strani.

## Najbolj poznane grožnje
Med najbolj poznane izsiljevalske viruse sodijo TeslaCrypt 3.0, Locky, CryptoWall, CryptoLocker in zadnje čase še Zepto virus. Prvega dobimo na računalnik preko elektronske pošte v ZIP priponkah, drugega pa v obliki lažnih računov, Word in Excel datotek, ki vsebujejo makro programe, ki na računalnik namestijo virus.
Po podatkih nacionalnega odzivnega centra za omrežne incidente SI-CERT so v letu 2016 priča pravi poplavi izsiljevalskih virusov. Samo v enem mesecu so prejeli skoraj 300 prijav okužb. »Okužene« so bile šole, knjižnice, zdravstveni domovi, mestne občine, manjša in velika podjetja (ki so utrpela veliko finančno škodo) ter tudi številni posamezniki. 